# Provincia Tarragona
Tarragona este o provincie în Spania, în comunitatea autonomă Catalonia. Capitala sa este Tarragona.

Diviziunile Provinciei Tarragona

## Localități
- Tarragona
- Reus
- Tortosa

1. ↑  GeoNames, accesat în 17 martie 2022